# バブアー
バブアー（Barbour）は、イギリスのアウトドア用を主力とする衣料品メーカーである。

## 歴史
1894年、ジョン・バブアーによりイングランド北東部のサウス・シールズで創業した。当初は北海の不順な天候下で働く水夫、漁師、港湾労働者のために鱈の肝油を塗ったオイルドクロスを提供したのが最初であったが、それで製作した防水ジャケットの耐久性の高さから定評を得、100年以上イギリス王室やハンティングを楽しむ貴族、アウトドア愛好家にその製品が愛用され続けている。防水に用いるオイルは様々な変遷をたどっており、悪臭を発するものや着心地が悪いもの、環境に悪いものなども採用されていたが、現在はそれらの問題を解決した最高級のエジプト綿とビーコンオイルを使用し完全な防水性と通気性を両立した「ソーンプルーフ」と呼ばれる素材を使っており、エイアンドエフの赤津孝夫は「草木に触れても音がしないほどソフトで着心地がよく、どんな天候の急変にもこれさえあれば安心」と絶賛している。
第一次世界大戦、第二次世界大戦を通じて防水服をイギリス軍に納入した。
1936年に「インターナショナルジャケット」を発表、スティーヴ・マックイーンが着用したなどからライダーズジャケットの定番となった。
1974年にエディンバラ公フィリップ、1982年にエリザベス2世、1987年にチャールズ3世（当時皇太子）からイギリス王室御用達の指定を受けた。

## 手入れ
一般的な衣料品の手入れに使われる洗濯機、漂白剤、ドライクリーニング、アイロン等の方法は全て厳禁で、冷たい水を含ませたスポンジかタオルで拭くだけにとどめ無くてはならない。。防水性や耐久性の維持のため、年に1度専用のワックス入りオイルを塗り直すことが推奨されている。

## カスタマーサービス
どれほど着古してボロボロになっていても客が「まだまだ着るから直せ」と言えば必ずきちんと利益なしの実費のみで修理して送り返すことで、世界的に名声を得ている。新品同様にするのではなく長く使い込んだ感じは忠実に残しながら修理の必要な部分だけ修理する方針である。このため数十年前の材料を保存してある。修理する服は年間3万から4万着という。しかしイギリス本国以外の日本代理店などでは修理の範囲が限られ修理費や防水のためのオイルを塗り直すリプルーフもイギリスに比べ非常に高額であり、上記方針は必ずしも当てはまるものではない。
ある時エディンバラ公フィリップが修理に出したコートのポケットに穴が2つあったため塞いで返却すると、「釣った魚を入れるのに水抜きがいる」と言われ、以後穴2つが定番になったというエピソードがある。